# FIBA Asia Champions Cup 2017
La FIBA Asia Champions Cup 2017 è stata la ventiseiesima edizione della massima competizione continentale per club di basket dell'Asia organizzata dalla FIBA Asia, la FIBA Asia Champions Cup. 
Il torneo, a cui hanno preso parte 10 squadre provenienti da altrettante nazioni, si è svolto in Cina dal 22 al 30 Settembre 2017, per il secondo anno di seguito, presso il Chenzhou Olympic Sports Centre Gymnasium di Chenzhou dove si sono giocate tutte le partite.

## Squadre Qualificate
| Asia Centrale | Asia Orientale     | Golfo Persico  | Asia Meridionale | Sud-East asiatico      | Asia Occidentale  |
| ------------- | ------------------ | -------------- | ---------------- | ---------------------- | ----------------- |
| Astana        | Xinjiang F. Tigers | Shabab Al-Ahli | ONGC             | Mono Vampire           | Al-Riyadi Beirut  |
|               | SunRock. Shibuya   |                |                  | Chooks to Go Pilipinas | P. Bandar Imam    |
|               | Dacin Tigers       |                |                  |                        | Sareyyet Ramallah |

Secondo le regole della FIBA Asia, il numero delle squadre partecipanti alla FIBA Asia Champions Cup è dieci. Ognuna delle sei sottozone FIBA Asia ha un posto assegnato per la competizione ed anche il paese ospitante, la Cina, ha avuto diritto ad un posto per una sua squadra. Gli altri tre posti sono stati assegnati alle varie zone FIBA in base alle prestazioni nella FIBA Asia Champions Cup 2016.

### Asia occidentale
Il 17 marzo 2017, Al-Riyadi Beirut del Libano ha conquistato la vittoria della WABA Champions Cup per la quarta volta nella sua storia dopo aver battuto i campioni in carica del P. Bandar Imam dell'Iran, per 83-69, nella finale giocata ad Amman, in Giordania. Insieme alle due squadre finaliste, ha attenuto la qualificazione anche la squadra palestinese del Sareyyet Ramallah, che per la prima volta nella sua storia ottenne il diritto di partecipare alla competizione, in virtù della vittoria contro la squadra dell'Iraq dell'Al Mina BC.

### Sud-East asiatico
Il 23 aprile 2017, il Mono Vampire si è qualificato al torneo principale grazie alla vittoria della TBSL (Thailand Basketball Super League).
I SunRock. Shibuya, squadra che avrebbe dovuto rappresentare il Giappone nella competizione, si sono ritirati dal torneo, dopo che era stato effettuato il sorteggio dei gironi, a causa di conflitti di programmazione con la B.League. Per sostituire la squadra giapponese la FIBA ha concesso una wild card alle Filippine il 5 settembre, che decisero di partecipare con una selezione della nazionale che per la competizione prese il nome di Chooks to Go Pilipinas.

### Golfo Persico
Il 37° GCC Club Basketball Championship che si è svolto dal 12 al 20 maggio 2017 a Manama, in Bahrein, ha visto otto squadre gareggiare, per il titolo regionale, e per i due posti assegnati alla regione del Golfo Persico. Il Shabab Al-Ahli degli Emirati Arabi Uniti si aggiudicò il torneo, sconfiggendo in finale i connazionali dell'Al-Shabab.L' Al Manama del Bahrain, ottenne la medaglia di bronzo sconfiggendo l'Al-Rayyan Doha del Qatar, nella finalina. Nell'estate del 2017 l'Al-Shabab si fuse con l'Shabab Al-Ahli in una sola società, quindi alla FIBA Asia Champions Cup 2017, giocata in ottobre, prese parte una sola squadra del golfo.

### Asia Meridionale
Il SABA Championship 2017 venne designato anche come torneo di qualificazione per la sottozona SABA per la FIBA Asia Champions Cup 2017. Dato che l'India vinse il torneo, il suo miglior club nazionale rappresentò l'Asia meridionale nella competizione, vennero quindi scelti i campioni indiani in carica dell'ONGC, che rappresentarono l'India e l'Asia meridionale.

## Sorteggio
Il sorteggio si è svolto a Pechino il 25 agosto 2017. Le squadre sono state divise in tre urne, utilizzate per il sorteggio. Tutte e dieci le squadre, tranne la rappresentativa cinese, sono state distribuite nelle urne in base alla loro posizione geografica. La rappresentante cinese ha potuto scegliere il gruppo di cui voleva far parte. L'identità della squadra giapponese, che poi si ritirerà, non era ancora stata resa nota al momento del sorteggio.
| Pot 1                                                                                           | Pot 2                                             | Pot 3                     |
| ----------------------------------------------------------------------------------------------- | ------------------------------------------------- | ------------------------- |
| Astana ONGC Mono Vampire Shabab Al-Ahli                                                         | Al-Riyadi Beirut P. Bandar Imam Sareyyet Ramallah | Dacin Tigers da decidere* |
| Xinjiang F. Tigers non sono stati assegnati a un'urna e si sono uniti al gruppo di loro scelta. |                                                   |                           |

- (*) Identità sconosciuta al momento del sorteggio, successivamente venne annunciata come rappresentante il SunRock. Shibuya. La squadra si è ritirata dal torneo, prima dell'inizio, ed è stata sostituita dai Chooks to Go Pilipinas delle Filippine.

## Fase a gironi
Tutte le partite sono state giocate secondo l'orario locale (UTC+8).

### Gruppo A
| Pos | Squadra                | G | V | P | PF  | PS  | DP   | Pt | Qualificazione   |
| --- | ---------------------- | - | - | - | --- | --- | ---- | -- | ---------------- |
| 1   | Astana                 | 4 | 3 | 1 | 285 | 255 | +30  | 7  | Quarti di Finale |
| 2   | P. Bandar Imam         | 4 | 3 | 1 | 371 | 237 | +134 | 7  | Quarti di Finale |
| 3   | Chooks to Go Pilipinas | 4 | 2 | 2 | 336 | 343 | −7   | 6  | Quarti di Finale |
| 4   | Mono Vampire           | 4 | 1 | 3 | 330 | 411 | −81  | 5  | Quarti di Finale |
| 5   | Sareyyet Ramallah      | 4 | 1 | 3 | 285 | 361 | −76  | 5  |                  |

### Gruppo B
| Pos | Squadra            | G | V | P | PF  | PS  | DP   | Pt | Qualificazione   |
| --- | ------------------ | - | - | - | --- | --- | ---- | -- | ---------------- |
| 1   | Al-Riyadi Beirut   | 4 | 4 | 0 | 435 | 250 | +185 | 8  | Quarti di Finale |
| 2   | Xinjiang F. Tigers | 4 | 3 | 1 | 361 | 287 | +74  | 7  | Quarti di Finale |
| 3   | Dacin Tigers       | 4 | 2 | 2 | 352 | 326 | +26  | 6  | Quarti di Finale |
| 4   | Shabab Al-Ahli     | 4 | 1 | 3 | 245 | 376 | −131 | 5  | Quarti di Finale |
| 5   | ONGC               | 4 | 0 | 4 | 231 | 385 | −154 | 4  |                  |

## Fase Finale

### Tabellone principale
|  | Quarti di finale 28 Settembre | Quarti di finale 28 Settembre | Quarti di finale 28 Settembre |                  |                    | Semifinali 29 Settembre | Semifinali 29 Settembre | Semifinali 29 Settembre |  |  | Finale 30 Settembre | Finale 30 Settembre | Finale 30 Settembre |
|  |                               |                               |                               |                  |                    |                         |                         |                         |  |  |                     |                     |                     |
|  | B4                            | Shabab Al-Ahli                | 53                            |                  |                    |                         |                         |                         |  |  |                     |                     |                     |
|  | A1                            | Astana                        | 83                            |                  |                    |                         |                         |                         |  |  |                     |                     |                     |
|  | A1                            | Astana                        | 83                            |                  | A1                 | Astana                  | 70                      |                         |  |  |                     |                     |                     |
|  |                               |                               |                               |                  | A1                 | Astana                  | 70                      |                         |  |  |                     |                     |                     |
|  |                               | B2                            | Xinjiang F. Tigers            | 79               |                    |                         |                         |                         |  |  |                     |                     |                     |
|  | B2                            | B2                            | Xinjiang F. Tigers            | 79               | Xinjiang F. Tigers | 86                      |                         |                         |  |  |                     |                     |                     |
|  | B2                            |                               |                               |                  | Xinjiang F. Tigers | 86                      |                         |                         |  |  |                     |                     |                     |
|  | A3                            | Chooks to Go Pilipinas        | 70                            |                  |                    |                         |                         |                         |  |  |                     |                     |                     |
|  |                               |                               |                               |                  |                    |                         |                         |                         |  |  | B2                  | Xinjiang F. Tigers  | 59                  |
|  |                               |                               | B1                            | Al-Riyadi Beirut | 88                 |                         |                         |                         |  |  |                     |                     |                     |
|  | A4                            | Mono Vampire                  | 73                            |                  |                    |                         |                         |                         |  |  |                     |                     |                     |
|  | B1                            | Al-Riyadi Beirut              | 110                           |                  |                    |                         |                         |                         |  |  |                     |                     |                     |
|  | B1                            | Al-Riyadi Beirut              | 110                           |                  | B1                 | Al-Riyadi Beirut        | 74                      |                         |  |  |                     |                     |                     |
|  |                               |                               |                               |                  | B1                 | Al-Riyadi Beirut        | 74                      |                         |  |  |                     |                     |                     |
|  |                               | A2                            | P. Bandar Imam                | 64               |                    |                         |                         |                         |  |  |                     |                     |                     |
|  | A2                            | A2                            | P. Bandar Imam                | 64               | P. Bandar Imam     | 97                      |                         |                         |  |  |                     |                     |                     |
|  | A2                            |                               |                               |                  | P. Bandar Imam     | 97                      |                         |                         |  |  |                     |                     |                     |
|  | B3                            | Dacin Tigers                  | 80                            |                  |                    |                         |                         |                         |  |  |                     |                     |                     |

### Tabellone 5º- 8º posto
|  | Semifinali 29 Settembre | Semifinali 29 Settembre | Semifinali 29 Settembre |              |                        | Finale 5º posto 30 Settembre | Finale 5º posto 30 Settembre | Finale 5º posto 30 Settembre |  |
|  |                         |                         |                         |              |                        |                              |                              |                              |  |
|  | Shabab Al-Ahli          | Shabab Al-Ahli          | 57                      |              |                        |                              |                              |                              |  |
|  | Shabab Al-Ahli          | Shabab Al-Ahli          | 57                      |              |                        |                              |                              |                              |  |
|  | Chooks to Go Pilipinas  | Chooks to Go Pilipinas  | 92                      |              |                        |                              |                              |                              |  |
|  | Chooks to Go Pilipinas  | Chooks to Go Pilipinas  | 92                      |              | Chooks to Go Pilipinas | Chooks to Go Pilipinas       | 89                           |                              |  |
|  |                         |                         |                         |              | Chooks to Go Pilipinas | Chooks to Go Pilipinas       | 89                           |                              |  |
|  |                         |                         | Mono Vampire            | Mono Vampire | 79                     |                              |                              |                              |  |
|  | Mono Vampire            | Mono Vampire            | Mono Vampire            | Mono Vampire | 79                     | 92                           |                              |                              |  |
|  | Mono Vampire            | Mono Vampire            |                         |              |                        | 92                           |                              |                              |  |
|  | Dacin Tigers            | Dacin Tigers            | 89                      |              |                        | Finale 7º posto 30 Settembre | Finale 7º posto 30 Settembre | Finale 7º posto 30 Settembre |  |
|  | Dacin Tigers            | Dacin Tigers            | 89                      |              |                        |                              |                              |                              |  |
|  |                         |                         |                         |              |                        |                              |                              |                              |  |
|  |                         |                         |                         |              |                        | Shabab Al-Ahli               | Shabab Al-Ahli               | 58                           |  |
|  |                         |                         |                         |              |                        | Shabab Al-Ahli               | Shabab Al-Ahli               | 58                           |  |
|  |                         |                         |                         |              |                        | Dacin Tigers                 | Dacin Tigers                 | 103                          |  |

### Finale Terzo posto
| Arbitri: | Rabah Noujaim Chan Owe Shiong Chuang Chih-Chun |

|              |          |                     |
| Clemmons 22  | Punti    | 23 Kazemi           |
| Clemmons 5   | Assist   | 2 Quattro giocatori |
| Kolesnikov 8 | Rimbalzi | 11 Kazemi           |

### Finale
| Arbitri: | Ferdinand Pascual Yuji Hiranara Harja Jaladri |

|            |          |         |
| Daniels 21 | Punti    | 14 Li   |
| Arakji 10  | Assist   | 3 Adams |
| Daniels 10 | Rimbalzi | 6 Sun   |

| FIBA Asia Champions Cup 2017 |
| ---------------------------- |
| Al-Riyadi Beirut 2º Titolo   |

## Classifica finale
| Posizione | Squadra                | Record |
| --------- | ---------------------- | ------ |
|           | Al-Riyadi Beirut       | 7–0    |
|           | Xinjiang F. Tigers     | 5–2    |
|           | Astana                 | 5–2    |
| 4°        | P. Bandar Imam         | 4–3    |
| 5°        | Chooks to Go Pilipinas | 4–3    |
| 6°        | Mono Vampire           | 2–5    |
| 7°        | Dacin Tigers           | 3–4    |
| 8°        | Shabab Al-Ahli         | 1–6    |
| 9°        | Sareyyet Ramallah      | 1–3    |
| 10°       | ONGC                   | 0–4    |

## Premi

### Riconoscimenti individuali
| Riconoscimento                       | Giocatore     | Squadra            | Note          |
| ------------------------------------ | ------------- | ------------------ | ------------- |
| FIBA Asia Champions Cup MVP          | Darius Adams  | Xinjiang F. Tigers | [ 12 ] [ 13 ] |
| FIBA Asia Champions Cup Best Guard   | Darius Adams  | Xinjiang F. Tigers | [ 12 ]        |
| FIBA Asia Champions Cup Best Forward | Justin Carter | Astana             | [ 12 ]        |
| FIBA Asia Champions Cup Best Center  | Chris Daniels | Al-Riyadi Beirut   | [ 12 ]        |

### Quintetti ideali
| All-FIBA Asia Champions Cup First Team | All-FIBA Asia Champions Cup First Team | All-FIBA Asia Champions Cup Second Team | All-FIBA Asia Champions Cup Second Team |
| -------------------------------------- | -------------------------------------- | --------------------------------------- | --------------------------------------- |
| Darius Adams                           | Xinjiang F. Tigers                     | Wael Arakji                             | Al-Riyadi Beirut                        |
| Quincy Douby                           | Al-Riyadi Beirut                       | Willie Warren                           | P. Bandar Imam                          |
| Arsalan Kazemi                         | P. Bandar Imam                         | Anthony Clemmons                        | Astana                                  |
| Justin Carter                          | Astana                                 | Sim Bhullar                             | Dacin Tigers                            |
| Chris Daniels                          | Al-Riyadi Beirut                       | Isaiah Austin                           | Chooks to Go Pilipinas                  |